# Projection orthographique

Projection orthographique centrée sur la France.

Une projection orthographique est une projection cartographique azimutale. C'est une projection de perspective par laquelle une sphère est projetée sur un plan tangent. Le point de perspective est à une distance infinie. Un hémisphère du globe est perçu comme s'il était observé depuis l'espace. Les aires et formes locales ne sont pas conservées.

## Histoire
Les anciens Grecs l'appelaient analemme, du nom d'un traité de Ptolémée. Le nom contemporain fut repris du De Architectura de Vitruve par le mathématicien François d'Aguilon (1613). Albrecht Dürer grava pour illustrer le livre du cartographe Johannes Stabius les premières mappemondes polaires et équatoriales de la Terre en projection orthographique. Les photographies de la Terre et des autres planètes prises de l'espace ont donné un regain d'actualité à ce type de projection en astronomie.

## Mathématiques
On obtient les formules de la projection orthographique, qui relient longitude λ et latitude ϕ sur la sphère, aux coordonnées cartésiennes (x, y) dans le plan tangent par trigonométrie. Si l'on note R le rayon de la sphère et (λ0, ϕ1) les coordonnées du centre de la projection (pris comme origine), ces formules sont :
{\displaystyle {\begin{cases}x=R\,\cos \phi \sin \left(\lambda -\lambda _{0}\right)\\y=R\,{\Big [}\cos \phi _{1}\sin \phi -\sin \phi _{1}\cos \phi \cos \left(\lambda -\lambda _{0}\right){\Big ]}~.\end{cases}}}
Il faut, bien sûr, éliminer les latitudes correspondant à des points en dehors de la carte, ce que l'on peut faire en calculant l'écart angulaire c au centre de la projection. De cette façon les points de l'hémisphère complémentaire ne seront pas tracés :
{\displaystyle \cos c=\sin \phi _{1}\sin \phi +\cos \phi _{1}\cos \phi \cos \left(\lambda -\lambda _{0}\right)\,}.
Dans cette formule, il ne faut pas représenter un point si cosc est négatif.
Inversement, pour retrouver les coordonnées (λ, ϕ) d'un point sur la sphère, R, λ0, ϕ1, x et y étant donnés :
{\displaystyle {\begin{cases}\phi =\arcsin \left(\cos c\sin \phi _{1}+{\frac {y\sin c\cos \phi _{1}}{\rho }}\right)\\\lambda =\lambda _{0}+\arctan \left({\frac {x\sin c}{\rho \cos \phi _{1}\cos c-y\sin \phi _{1}\sin c}}\right)\end{cases}}}
où
{\displaystyle {\begin{cases}\rho ={\sqrt {x^{2}+y^{2}}}\\c=\arcsin \left({\frac {\rho }{R}}\right)~.\end{cases}}}

Pour le calcul des formules inverses (par exemple, en utilisant C / C ++, Fortran ou un autre langage de programmation), l'utilisation de la forme atan2 à deux arguments de la fonction tangente inverse (par opposition à atan) est recommandée. Cela garantit que le signe de la projection orthographique est correct dans tous les quadrants. 